# Arie Noordergraaf
Arie Noordergraaf (Sliedrecht, 6 juni 1950) is een Nederlands voormalig burgemeester van Hardinxveld-Giessendam (1995–2006) en Soest (2006–2012) en waarnemend burgemeester van Woudrichem (2013–2018). Hij is lid van de SGP.

## Biografie
Noordergraaf behaalde zijn LO-akte Duits aan de Nutsacademie in Rotterdam en was leraar in deze taal en later conrector op de locatie Guido de Brés in Rotterdam van het Wartburg College. Daarnaast was hij politiek actief en in verschillende besturen. Zo was hij voorzitter van de SGP-kiesvereniging in zijn woonplaats en bestuurslid van de Nederlandse Patiëntenvereniging (NPV).
Noordergraaf begon zijn loopbaan in de politiek in 1982 als gemeenteraadslid in Barendrecht. Vanaf 1986 werd hij in Barendrecht tevens fractievoorzitter (van de fractie SGP/GPV/RPF). Van 1990 tot 1994 was hij er wethouder voor onder meer milieu, openbare werken en onderwijs. Interesse voor de politiek had hij niet van een vreemde; zijn grootvader Jan Bertus Noordergraaf zat reeds in de raad van Bleskensgraaf en was daar verschillende jaren lijsttrekker, en zijn vader Piet Noordergraaf was jarenlang wethouder in Sliedrecht.
Noordergraaf stond enkele malen op de kandidatenlijst van de SGP voor de Tweede Kamer. In 2006 zou hij aanvankelijk wederom op de lijst verschijnen en wel op plaats vijf, maar kiesverenigingen besloten dat hij van de lijst moest verdwijnen. In tegenstelling tot veel van zijn partijgenoten was Noordergraaf van mening dat SGP-vrouwen best burgemeester of wethouder konden worden. Volgens een woordvoerder van de SGP was die opvatting niet zo zeer het probleem, maar Noordergraaf zou deze mening te provocerend naar buiten hebben gebracht.
Noordergraaf is getrouwd en heeft vier kinderen. Hij is belijdend lid van de Christelijke Gereformeerde Kerken (CGK).

### Burgemeester van Hardinxveld-Giessendam
In 1995 werd Noordergraaf burgemeester van Hardinxveld-Giessendam. Bij zijn aanstelling in half november ontstond meteen een kleine rel. Noordergraaf liet weten dat hij, in tegenstelling tot zijn voorganger Boelhouwer van Wouwe, niet van plan was om Sinterklaas welkom te heten tijdens de jaarlijkse intocht. Hoewel Noordergraaf het kinderfeest in huiselijke kring wel vierde, wilde hij de in zijn ogen commerciële activiteit - want georganiseerd door het lokale winkelcentrum - niet vanuit het college van burgemeester en wethouders ondersteunen. Het voorval drong door tot de landelijke media en haalde onder meer de voorpagina van het dagblad De Telegraaf. De D66-fractie van de provincie Zuid-Holland - van mening dat elke burgervader de plicht heeft de Sint welkom te heten - zag zelfs aanleiding tot het stellen van vragen aan de commissaris van de Koningin. In het radioprogramma De Steen en Been Show riep Jack Spijkerman de Nederlanders op om verkleed als hulpsinterklazen op de welkomstreceptie te verschijnen, die het gemeentehuis voor Noordergraaf georganiseerd had. Er zouden uiteindelijk zo'n vijf Klazen op komen dagen. Later in Soest zou de bevindelijk-gereformeerde Noordergraaf overigens wel steevast de jaarlijkse ontvangst van Sinterklaas voor zijn rekening nemen.

### Burgemeester van Soest
Van september 2006 tot september 2012 bekleedde Noordergraaf de functie van burgemeester in Soest, als opvolger van Koos Janssen. De burgemeester was voor de positie voorgedragen vanwege zijn kwaliteiten als bestuurder, en op een na voorzagen de fractievoorzitters van de Soester raad geen problemen met de SGP-achtergrond van hun nieuwe burgemeester. Zijn aanstelling stuitte echter wel op enig verzet vanuit de lokale bevolking, die bang was dat de nieuwe burgervader zijn eigen politieke idealen zou komen uitdragen. Noordergraaf gaf bij zijn installatie echter aan dat dit geenszins de bedoeling was, en dat hij hoopte op een eerlijk en zuiver oordeel over zijn functioneren op basis van feiten. Noordergraafs portefeuille bestond naast de wettelijk voorgeschreven taken uit wijkcoördinatie en de vluchtelingenproblematiek.
De termijn van Noordergraaf als burgemeester van Soest liep af op 1 september 2012. Hoewel hij een tweede termijn ambieerde, bleek in mei dat jaar dat een meerderheid van de gemeenteraad hem daar niet voor wilde voordragen. De meerderheid in de gemeenteraad vond de burgemeester arrogant en hij zou te solistisch te werk gaan. Daarentegen had Noordergraaf zich onder de lokale bevolking geliefd weten te maken. Inwoners die tegen zijn vertrek actievoerden, waren vol lof en noemden Noordergraaf een superburgemeester die altijd zijn afspraken nakwam en toegankelijk was voor iedereen. Daarop startte PvdA'er Frans Bos uit Soest een petitie voor het aanblijven van Noordergraaf. De kritiek van de raad op de burgemeester hield echter stand. Daarop besloot hij begin juli 2012 de eer aan zichzelf te houden, en zijn ontslag per 1 september in te dienen bij de minister.

### Waarnemend burgemeester van Woudrichem
Van 9 september 2013 tot en met 31 december 2018 was Noordergraaf waarnemend burgemeester van de gemeente Woudrichem. In verband met een gemeentelijke herindeling van het Land van Heusden en Altena werd hij als waarnemer benoemd.